# Телегин, Владимир Павлович
Влади́мир Па́влович Теле́гин (27 января 1939, Собинка, СССР — 4 февраля 2020, Владимир) — советский и российский художник, заслуженный художник Российской Федерации (с 1999), член Союза художников СССР (с 1976).

## Биография
Родился 27 января 1939 года в городе Собинка Владимирской области. Брат — художник Евгений Телегин (1937—1995).
В 1958 году окончил Мстерское художественное училище им. Ф. А. Модорова (Мстёрскую художественную школу промысловой кооперации) и до 1961 года занимался в студии при Львовском художественном институте.
С 1961 года жил в городе Владимире, где до 1965 года работал художником в Доме культуры ВТЗ.
Скончался 4 февраля 2020 года во Владимире. Прощание состоялось 6 февраля, после чего он был захоронен на кладбище «Улыбышево».

## Творчество
С 1963 года является участником областных, региональных, республиканских, всесоюзных, зарубежных и международных выставок, а с 1972 года постоянно работал в творческих группах на «Академической даче» в Калининской области.
С 1995 по 1997 год находился в творческой поездке в Италию.
В 2002 году — участник международного пленэра в городе Касимове (Рязанская область), в 2003 году — в городе Зубцове (Тверская область), а в 2004 году — участник международного пленэра в городе Могилеве (Белоруссия).
Произведения художника находятся в Дирекции художественных выставок России, Владимиро-Суздальском музее-заповеднике, Могилёвском художественном музее (Белоруссия),
Тульском художественном музее, Картинной галерее города Касимова (Рязанская область), картинной галерее города Зубова (Тверская область), картинной галерее «Гекоссо» (Япония), в городе Канавазе (Италия), а также в частных собраниях Италии, ФРГ, США, Испании, Франции, Японии, Финляндии, Чехии и Словакии. Одна из картин художника находится в частной коллекции семьи первого президента России Ельцина Б. Н..

### Выставки
персональные
- 2014 (Владимир, к 75-летию со дня рождения[7])
- 2019 (Владимир, к 80-летию со дня рождения[8], Центр пропаганды изобразительных искусств Владимирской области)

## Награды
- Знак Победитель социалистического соревнования (1975, постановлением Правления ХФ РСФСР и ЦК профсоюзов работников культуры)
- Почетная грамота Ленинского райкома КПСС г. Владимира и исполкома районного Совета народных депутатов (1985).
- Диплом Союза художников РСФСР за творческие успехи в развитии советского изобразительного искусства (1986)
- Медаль «Ветеран труда» (1989)
- Почётная грамота Союза художников России (1995)
- Медаль «В память 850-летия Москвы» (за успешное участие во Всероссийской художественной выставке «Художники России — Москве») (1997)
- Звание Заслуженный художник Российской Федерации (1999)
- Лауреат областной премии в области культуры, искусства и литературы (1999)
- Почётная грамота администрации Владимирской области (2000)
- Диплом Союза художников России за успешное участие во Всероссийской художественной выставке «Наследие» (2003)
- Благодарность Министра культуры и массовых коммуникаций Российской Федерации (17 октября 2005) — за активную творческую деятельность, большой личный вклад в развитие изобразительного искусства и в связи с 60-летием со дня образования Владимирского областного отделения Всероссийской творческой общественной организации «Союз художников России»[9]
- Орден Дружбы (2010)
- Диплом и медаль за успешное участие во Всероссийской выставке «Русь многоликая» (2012)
- Медаль «За заслуги перед Владимирской областью» (11 июня 2019)[10]